# Classifica di presenze in UEFA Champions League
Questa pagina riporta la classifica dei giocatori con almeno 100 presenze nella UEFA Champions League (già Coppa dei Campioni d'Europa).

## Classifica
In grassetto i giocatori in attività in squadre europee e i club in cui militano. I dati sono aggiornati al 13 agosto 2025.
|    | Nome                 | Nazionalità     | Presenze totali | Presenze nei preliminari | Periodo             | Club                                                                          |
| -- | -------------------- | --------------- | --------------- | ------------------------ | ------------------- | ----------------------------------------------------------------------------- |
| 1  | Cristiano Ronaldo    | Portogallo      | 187             | 4                        | 2002-2022           | Sporting Lisbona, Manchester Utd, Real Madrid, Juventus                       |
| 2  | Iker Casillas        | Spagna          | 181             | 4                        | 1999-2019           | Real Madrid, Porto                                                            |
| 3  | Thomas Müller        | Germania        | 164             | 2                        | 2008-               | Bayern Monaco                                                                 |
| 4  | Lionel Messi         | Argentina       | 163             | 0                        | 2005-2023           | Barcellona, Paris Saint-Germain                                               |
| 5  | Xavi                 | Spagna          | 157             | 6                        | 1999-2015           | Barcellona                                                                    |
| 6  | Luka Modrić          | Croazia         | 153             | 11                       | 2006-               | Dinamo Zagabria, Tottenham, Real Madrid                                       |
| 7  | Karim Benzema        | Francia         | 152             | 0                        | 2006-2023           | Olympique Lione, Real Madrid                                                  |
| 7  | Manuel Neuer         | Germania        | 152             | 2                        | 2007-               | Schalke 04, Bayern Monaco                                                     |
| 9  | Ryan Giggs           | Galles          | 151             | 10                       | 1993-2014           | Manchester United                                                             |
| 10 | Toni Kroos           | Germania        | 150             | 2                        | 2008-               | Bayern Monaco, Real Madrid                                                    |
| 11 | Raúl González Blanco | Spagna          | 144             | 2                        | 1995-2011           | Real Madrid, Schalke 04                                                       |
| 12 | Sergio Ramos         | Spagna          | 142             | 0                        | 2005-2024           | Real Madrid, Paris Saint-Germain, Siviglia                                    |
| 13 | Paolo Maldini        | Italia          | 139             | 4                        | 1988-2008           | Milan                                                                         |
| 14 | Robert Lewandowski   | Polonia         | 134             | 0                        | 2011-               | Borussia Dortmund, Bayern Monaco, Barcellona                                  |
| 15 | Andrés Iniesta       | Spagna          | 132             | 2                        | 2002-2018           | Barcellona                                                                    |
| 15 | Gianluigi Buffon     | Italia          | 132             | 8                        | 1997-2021           | Parma, Juventus, Paris Saint-Germain                                          |
| 17 | Clarence Seedorf     | Paesi Bassi     | 131             | 6                        | 1994-2012           | Ajax, Real Madrid, Inter, Milan                                               |
| 18 | Gerard Piqué         | Spagna          | 130             | 2                        | 2004-2022           | Manchester United, Barcellona                                                 |
| 18 | Paul Scholes         | Inghilterra     | 130             | 6                        | 1994-2013           | Manchester United                                                             |
| 20 | Sergio Busquets      | Spagna          | 129             | 0                        | 2008-2023           | Barcellona                                                                    |
| 21 | Zlatan Ibrahimović   | Svezia          | 128             | 4                        | 2001-2023           | Ajax, Juventus, Inter, Barcellona, Milan, Paris Saint-Germain, Manchester Utd |
| 21 | Roberto Carlos       | Brasile         | 128             | 8                        | 1997-2009           | Real Madrid, Fenerbahçe                                                       |
| 23 | Xabi Alonso          | Spagna          | 127             | 8                        | 2003-2017           | Real Sociedad, Liverpool, Real Madrid, Bayern Monaco                          |
| 24 | David Alaba          | Austria         | 123             | 1                        | 2010-               | Bayern Monaco, Real Madrid                                                    |
| 25 | Pepe                 | Portogallo      | 122             | 2                        | 2004-               | Porto, Real Madrid, Beşiktaş                                                  |
| 26 | Carles Puyol         | Spagna          | 120             | 5                        | 1999-2014           | Barcellona                                                                    |
| 27 | Ángel Di María       | Argentina       | 117             | 1                        | 2007-               | Benfica, Real Madrid, Paris Saint-Germain, Juventus                           |
| 28 | Fernandinho          | Brasile         | 116             | 13                       | 2005-2022           | Šachtar, Manchester City                                                      |
| 28 | Andrij Ševčenko      | Ucraina         | 116             | 16                       | 1994-2012           | Dinamo Kiev, Milan, Chelsea                                                   |
| 30 | Thierry Henry        | Francia         | 115             | 3                        | 1997-2010           | Monaco, Arsenal, Barcellona                                                   |
| 30 | Gary Neville         | Inghilterra     | 115             | 6                        | 1993-2011           | Manchester United                                                             |
| 30 | Andrea Pirlo         | Italia          | 115             | 7                        | 1998-2015           | Inter, Milan, Juventus                                                        |
| 33 | Philipp Lahm         | Germania        | 114             | 2                        | 2002-2017           | Stoccarda, Bayern Monaco                                                      |
| 33 | Dani Alves           | Brasile         | 114             | 3                        | 2007-2019 2021-2022 | Siviglia, Barcellona, Juventus, Paris Saint-Germain                           |
| 35 | David Beckham        | Inghilterra     | 113             | 6                        | 1994-2013           | Manchester United, Real Madrid, Milan, Paris Saint-Germain                    |
| 36 | Cesc Fàbregas        | Spagna          | 112             | 8                        | 2004-2021           | Arsenal, Barcellona, Chelsea, Monaco                                          |
| 37 | Petr Čech            | Repubblica Ceca | 111             | 0                        | 2001-2017           | Sparta Praga, Chelsea, Arsenal                                                |
| 37 | Arjen Robben         | Paesi Bassi     | 111             | 1                        | 2002-2019           | PSV, Chelsea, Real Madrid, Bayern Monaco                                      |
| 37 | John Terry           | Inghilterra     | 111             | 2                        | 2003-2015           | Chelsea                                                                       |
| 37 | Patrice Evra         | Francia         | 111             | 3                        | 2003-2017           | Monaco, Manchester United, Juventus                                           |
| 41 | Víctor Valdés        | Spagna          | 110             | 4                        | 2002-2014           | Barcellona, Manchester United                                                 |
| 42 | Olexandr Shovkovskiy | Ucraina         | 109             | 33                       | 1994-2016           | Dinamo Kiev                                                                   |
| 43 | Ashley Cole          | Inghilterra     | 108             | 0                        | 2000-2015           | Arsenal, Chelsea, Roma                                                        |
| 44 | Ilkay Gundogan       | Germania        | 107             | 0                        | 2011-               | Borussia Dortmund, Manchester City, Barcelona                                 |
| 44 | Marquinhos           | Brasile         | 107             | 0                        | 2013-               | Paris Saint Germain                                                           |
| 44 | Antonie Griezmann    | Francia         | 107             | 2                        | 2013-               | Real Sociedad, Atletico Madrid, Barcelona                                     |
| 44 | Frank Lampard        | Inghilterra     | 107             | 2                        | 2003-2015           | Chelsea, Manchester City                                                      |
| 44 | Luís Figo            | Portogallo      | 107             | 4                        | 1997-2009           | Barcellona, Real Madrid, Inter                                                |
| 44 | Oliver Kahn          | Germania        | 107             | 4                        | 1994-2007           | Bayern Monaco                                                                 |
| 44 | Roar Strand          | Norvegia        | 107             | 34                       | 1989-2011           | Rosenborg                                                                     |
| 51 | Thiago Silva         | Brasile         | 105             | 0                        | 2009-               | Milan, Paris Saint-Germain, Chelsea                                           |
| 51 | Javier Zanetti       | Argentina       | 105             | 8                        | 1998-2012           | Inter                                                                         |
| 53 | Fernando Morientes   | Spagna          | 104             | 11                       | 1997-2010           | Real Madrid, Monaco, Liverpool, Valencia, Olympique Marsiglia                 |
| 54 | Nicolas Otamendi     | Argentina       | 103             | 11                       | 2011-               | Porto, Manchester City, Benfica                                               |
| 54 | Marcelo              | Brasile         | 102             | 0                        | 2007-2022           | Real Madrid                                                                   |
| 54 | Koke                 | Spagna          | 102             | 0                        | 2013-               | Atletico Madrid                                                               |
| 54 | Bernardo Silva       | Portogallo      | 102             | 6                        | 2014-               | Monaco, Manchester City                                                       |
| 58 | Alessandro Nesta     | Italia          | 101             | 2                        | 1999-2012           | Milan, Lazio                                                                  |
| 59 | Edwin Van Der Sar    | Paesi Bassi     | 100             | 2                        | 1994-2011           | Ajax, Juventus, Manchester United                                             |

## Classifica di presenze in un singolo club
Sono presenti di seguito i calciatori con almeno 100 presenze in un singolo club.
In grassetto i giocatori in attività in squadre europee e i club in cui militano. I dati sono aggiornati al 31 maggio 2025.
| Pos. | Nome                 | Nazionalità | Presenze totali | Presenze nei preliminari | Periodo   | Club                |
| ---- | -------------------- | ----------- | --------------- | ------------------------ | --------- | ------------------- |
| 1    | Thomas Müller        | Germania    | 164             | 2                        | 2008-     | Bayern Monaco       |
| 2    | Xavi Hernández       | Spagna      | 157             | 6                        | 1999-2015 | Barcellona          |
| 3    | Iker Casillas        | Spagna      | 152             | 2                        | 1999-2015 | Real Madrid         |
| 4    | Ryan Giggs           | Galles      | 151             | 10                       | 1993-2014 | Manchester United   |
| 5    | Lionel Messi         | Argentina   | 149             | 0                        | 2005-2021 | Barcellona          |
| 6    | Paolo Maldini        | Italia      | 139             | 4                        | 1988-2008 | Milan               |
| 7    | Luka Modrić          | Croazia     | 134             | 0                        | 2012-     | Real Madrid         |
| 8    | Karim Benzema        | Francia     | 133             | 0                        | 2009-2023 | Real Madrid         |
| 9    | Raúl González Blanco | Spagna      | 132             | 2                        | 1995-2010 | Real Madrid         |
| 9    | Andrés Iniesta       | Spagna      | 132             | 2                        | 2002-2018 | Barcellona          |
| 11   | Manuel Neuer         | Germania    | 130             | 2                        | 2011-     | Bayern Monaco       |
| 11   | Paul Scholes         | Inghilterra | 130             | 6                        | 1994-2013 | Manchester United   |
| 13   | Sergio Busquets      | Spagna      | 129             | 0                        | 2008-2023 | Barcellona          |
| 13   | Sergio Ramos         | Spagna      | 129             | 0                        | 2005-2021 | Real Madrid         |
| 15   | Gerard Piqué         | Spagna      | 126             | 2                        | 2008-2022 | Barcellona          |
| 16   | Carles Puyol         | Spagna      | 120             | 5                        | 1999-2014 | Barcellona          |
| 17   | Gianluigi Buffon     | Italia      | 117             | 4                        | 2001-2021 | Juventus            |
| 18   | Gary Neville         | Inghilterra | 115             | 6                        | 1993-2011 | Manchester United   |
| 19   | John Terry           | Inghilterra | 111             | 2                        | 2003-2015 | Chelsea             |
| 20   | Víctor Valdés        | Spagna      | 110             | 4                        | 2002-2014 | Barcellona          |
| 21   | Roberto Carlos       | Brasile     | 109             | 8                        | 1997-2007 | Real Madrid         |
| 21   | Olexandr Shovkovskiy | Ucraina     | 109             | 33                       | 1994-2016 | Dinamo Kiev         |
| 23   | Marquinhos           | Brasile     | 107             | 0                        | 2013-     | Paris Saint-Germain |
| 23   | Philipp Lahm         | Germania    | 107             | 2                        | 2002-2017 | Bayern Monaco       |
| 23   | Oliver Kahn          | Germania    | 107             | 4                        | 1994-2007 | Bayern Monaco       |
| 23   | Roar Strand          | Norvegia    | 107             | 34                       | 1989-2011 | Rosenborg           |
| 27   | Javier Zanetti       | Argentina   | 105             | 8                        | 1998-2012 | Inter               |
| 28   | Frank Lampard        | Inghilterra | 104             | 2                        | 2003-2014 | Chelsea             |
| 29   | Marcelo              | Brasile     | 102             | 0                        | 2007-2022 | Real Madrid         |
| 29   | Koke                 | Spagna      | 102             | 0                        | 2013-     | Atletico Madrid     |
| 31   | Cristiano Ronaldo    | Portogallo  | 101             | 0                        | 2009-2018 | Real Madrid         |

## Club con calciatori con almeno 100 presenze
| Pos. | Club                | Nazionalità | Calciatori |
| ---- | ------------------- | ----------- | ---------- |
| 1    | Real Madrid         | Spagna      | 8          |
| 2    | Barcellona          | Spagna      | 7          |
| 3    | Bayern Monaco       | Germania    | 4          |
| 4    | Manchester United   | Inghilterra | 3          |
| 5    | Chelsea             | Inghilterra | 2          |
| 6    | Dinamo Kiev         | Ucraina     | 1          |
| 6    | Inter               | Italia      | 1          |
| 6    | Juventus            | Italia      | 1          |
| 6    | Milan               | Italia      | 1          |
| 6    | Rosenborg           | Norvegia    | 1          |
| 6    | Atletico Madrid     | Spagna      | 1          |
| 6    | Paris Saint-Germain | Francia     | 1          |